# هرمنس واتر (باركشير)
هرمنس واتر (بالإنجليزية: Harmans Water)‏ هي قرية تقع في المملكة المتحدة في جنوب شرق إنجلترا.